# 볼보 BZL
볼보 BZL(영어: Volvo BZL)은 2021년부터 볼보에서 제조한 싱글데커 버스와 2층 버스를 위한 풀 사이즈 무공해 배터리식 전기 버스 섀시이다.